# Município de Bloom (condado de Fairfield, Ohio)
Localização do Ohio nos E.U.A.
O município de Bloom (em inglês: Bloom Township) é um município localizado no condado de Fairfield no estado estadounidense de Ohio. No ano 2010 tinha uma população de 8466 habitantes e uma densidade populacional de 87,81 pessoas por km².

## Geografia
O município de Bloom encontra-se localizado nas coordenadas 39° 46′ 45″ N, 82° 46′ 04″ O. Segundo a Departamento do Censo dos Estados Unidos, o município tem uma superfície total de 96.41 km², da qual 96,24 km² correspondem a terra firme e (0,17 %) 0,17 km² é água.

## Demografia
Segundo o censo de 2010, tinha 8466 pessoas residindo no município de Bloom. A densidade de população era de 87,81 hab./km².